# Cnemarchus
Cnemarchus – rodzaj ptaków z podrodziny wodopławików (Fluvicolinae) w rodzinie tyrankowatych (Tyrannidae).

## Zasięg występowania
Rodzaj obejmuje gatunki występujące w Ameryce Południowej (Kolumbia, Ekwador, Peru, Boliwia, skrajnie północne Chile i skrajnie północno-zachodnia Argentyna).

## Morfologia
Długość ciała 18–23 cm.

## Systematyka

### Etymologia
- Cnemarchus: gr. κνημος knēmos „stok górski”; αρχος arkhos „szef, władca”, od αρχω arkhō „rządzić”[5].
- Polioxolmis: gr. πολιος polios „szary”; rodzaj Xolmis Boie, 1826 (mniszek)[6]. Gatunek typowy: Muscisaxicola rufipennis Taczanowski, 1874.

### Podział systematyczny
Do rodzaju należą następujące gatunki:
- Cnemarchus erythropygius (P.L. Sclater, 1853) – andotyran rdzawobrzuchy
- Cnemarchus rufipennis (Taczanowski, 1874) – andotyran białobrzuchy